# Due gemelle a Roma
Due gemelle a Roma (When in Rome) è un film del 2002 diretto da Steve Purcell con Mary-Kate e Ashley Olsen.

## Trama
Due sorelle, Charlie e Leyla, si recano a Roma per lavorare. Quando tutto sembra andare per il verso giusto, vengono licenziate. Leyla ha la passione per la fotografia mentre Charlie è interessata alla moda. Dopo essere state licenziate incontrano il presidente dell'azienda di moda, Derek Hammond, che permette loro di continuare a lavorare. Quando però gli abiti della casa di moda a loro affidati spariscono, le due sorelle scoprono che il colpevole è Enrico Tortoni, loro responsabile, e con l'aiuto di Derek riescono a incastrarlo.

## Colonna sonora
1. Roam
(Scritta da Catherine E. Pierson e Fred Schneider)
Cantata da The B-52's
2. Everywhere She Goes
(Scritta da Jess Cayes e Ricky Jackson)
Cantata da Motor
3. There You Are
(Scritta da Carolyn Arends)
Cantata da Carolyn Arends
4. These Are Days
(Scritta da Natalie Merchant e Rob Buck)
Cantata da 10.000 Maniacs
5. Life Is Good
(Scritta da Lloyd Neal)
Cantata da Ritalin
6. Laugh
(Scritta da Chad Hollister)
Cantata da Chad Hollister
7. What A Drag
(Scritta da Kim A. Bigham)
Cantata da The Kim Band
8. It Comes in Time
(Scritta da Frank Brown)
Cantata da Flight Of Mavis
9. Figured It Out
(Scritta da Joshua Schwartz e Brian Kierulf)
Cantata da KNS
10. No Reason
(Scritta da Lloyd Neal e Lee Chambers)
Cantata da Ritalin